# Dolibarr
 (septembre 2020).
Dolibarr ERP/CRM est un progiciel de gestion intégré (PGI, ERP en anglais) et gestion de la relation client (GRC, CRM en anglais) open source pour les entreprises de toutes tailles, de la PME au grand groupe mais aussi pour les indépendants, auto-entrepreneurs ou les associations .

## Fonctionnalités
L'application est disponible sous licence GNU/GPL (GNU General Public License).
Dolibarr inclut les fonctionnalités traditionnelles d'un PGI/GRC (en anglais ERP/CRM), à savoir la gestion des clients, fournisseurs, devis, commandes, factures, stocks, comptabilité. Son architecture est modulaire.
Il se positionne sur la facilité d'installation et la simplicité d'utilisation.

## Architecture

Architecture de Dolibarr.

Dolibarr est une application Web permettant d'offrir une solution de gestion de son entreprise, association ou institution depuis n'importe quel point du globe.
Dolibarr est disponible pour toute plateforme Web (Windows, MAC, Linux, Aix...) et tourne grâce aux technologies : PHP, MySQL, Serveur Web HTTP.
Il a été conçu pour fonctionner chez le plus grand choix d'hébergeurs ou de serveurs. Ainsi Dolibarr fonctionne avec toutes les configurations PHP et ne requiert aucune module PHP spécifique ou complémentaire. Il ne supporte pour l'instant que les bases de données MySQL et PostgreSQL.
Il existe de plus un auto-installeur, pour les utilisateurs Windows et GNU/Linux sans connaissances techniques, afin d'installer Dolibarr et tous ses prérequis (Apache, MySQL, PHP) par un simple fichier auto-exécutable. Cette version s'appelle DoliWamp pour les utilisateurs Windows, DoliDeb pour les utilisateurs Debian/Ubuntu et DoliRpm pour les utilisateurs Fedora/Redhat/Mageia/Opensuse.

## Historique
Dolibarr est commencé par Rodolphe Quiédeville ex nihilo, et partagé via la plate-forme de GNU Savannah, en avril 2002 (depuis basculé sur GitHub).
La version 1.0 date de septembre 2003.
Rodolphe Quiédeville développe principalement seul le logiciel les deux premières années jusqu'à obtenir une victoire aux Trophées du libre en 2003 dans la catégorie « Gestion entreprise ».
C’est l'occasion pour d'autres développeurs de découvrir alors l'application naissante : c’est le cas pour Laurent Destailleur, également auteur du logiciel libre AWStats, qui réalise ses premières modifications au projet en décembre 2003.
Laurent Destailleur est, depuis septembre 2008, le chef du projet , les autres contributeurs viennent de tous horizons .
Fin 2016, le projet, représenté par un membre de l'association Dolibarr, participe, avec l'April et la communauté du logiciel de Point de Vente Pastèque, à la révision de la loi de finance 2016 sur la lutte à la fraude à la TVA afin de la rendre plus clair et plus adaptés aux logiciels modernes. Il en ressort une refonte du texte de loi plus favorable aux logiciels open source ,.
En 2018 sortent les premières éditions de livre sur Dolibarr qui seront mises à jour et rééditées régulièrement (quatrième édition en 2023) .
En 2022, le logiciel Dolibarr ERP CRM fait son entrée dans le SILL (Socle interministériel de logiciels libres)  édité par la direction interministérielle du Numérique.

### Fork
Le 13 décembre 2012, Régis Houssin, un des plus gros contributeurs au projet , créé un fork du projet nommé SpeeDealing qui sera ensuite renommé CRM-JS.
Il est créé avec une volonté d'apporter une plus grande souplesse de personnalisation et une rupture dans les technologies utilisées : CRM-JS se basant sur l'architecture et la philosophie de Dolibarr, mais réécrit en Node.js et s'appuie sur une base de données MongoDB pour faciliter l'utilisation hors ligne de l'outil. Le projet semble cependant abandonné depuis 2014.

## Concurrents
- Compiere
- ERPNext
- Odoo (anciennement OpenERP)
- OpenConcerto
- Tryton

## Récompenses
Dolibarr a obtenu plusieurs récompenses et distinctions :
- 2020 - Vainqueur du prix Projet Open Source Communautaire lors des Nouvelle Aquitaine Open Source (NAOS)[13]
- 2020 - Élu projet communautaire du mois sur le site communautaire SourceForge[14]
- 2003 - Victoire aux Trophées du libre en 2003 dans la catégorie gestion entreprise